# هيبوفوسفيت الصوديوم
هيبوفوسفيت الصوديوم هو مركب كيميائي له الصيغة NaH2PO2، وهو الملح الصوديومي لحمض الهيبوفوسفوروز.

## الخواص
- يوجد على شكل بلورات بيضاء، عديمة الرائحة، تحوي على جزيئة ماء في بنيته البلورية NaH2PO2.H2O.
- ينحل هذا المركب بشكل جيد جداً بالماء (100 غ / 100 مل ماء عند 20°س)، ومحاليله المائية لها طبيعة معتدلة.
- يتفكك هذا المركب بالتسخين محرراً غاز الفوسفين.
- يكون للفوسفور في أيون الفوسفيت حالة أكسدة مقدارها +1 ، لذلك فإنه يعد مختزلاً قوياً، خاصة في المحاليل القلوية.

## التحضير
يحضر هيبوفوسفيت الصوديوم من تفاعل الفوسفور الأبيض مع هيدروكسيد الصوديوم

## الاستخدامات
- يستخدم مادةً مختزلة في المختبرات الكيميائية.
- يستخدم بشكل أساسي في عمليات الطلاء بالنيكل (تنكيل) دون عملية انتقال إلكتروني.[1]